# 攝影博物館 (柏林)
攝影博物館（德語：Museum für Fotografie）是位於德國柏林夏洛滕堡地區的一座博物館，也是柏林州立博物館之一。攝影博物館緊鄰柏林動物園車站。博物館開幕於2004年。博物館的許多藏品是赫繆特·牛頓的私人收藏。

## 外部連結
- Art Library - Collection of Photography （页面存档备份，存于）
- Helmut Newton Foundation （页面存档备份，存于）

52°30′28″N 13°19′54″E / 52.50778°N 13.33167°E